# Jaskinia Szeroka
Jaskinia Szeroka (Jaskinia Północna i Jaskinia Południowa) – jaskinia na terenie Niecki Nidziańskiej. Wejście do niej znajduje się na południe od wsi Siesławice (Niecka Solecka), w gipsowej ścianie, w pobliżu Jaskini Półkolistej i jaskini Dwie Studnie, na wysokości 215 m n.p.m. Długość jaskini wynosi 48 metrów, a jej deniwelacja 3 metry.
Jaskinia jest pomnikiem przyrody.

## Opis jaskini
Zaraz za szerokim otworem wejściowym z okapem zaczynają się dwa ciągi jaskini. Na północ krótki korytarzyk prowadzi do dwupoziomowej sali. Poziomy połączone są ze sobą ciasnymi przejściami. Natomiast na południe od otworu znajduje się duża sala okresowo zalewana wodą.

## Przyroda
W jaskini brak jest nacieków. Bywają w niej lisy. Ściany są wilgotne, brak jest na nich roślinności.

## Historia odkryć
Jaskinia została prawdopodobnie odkryta podczas eksploatacji gipsu. Jej pierwszy opis i plan sporządzili B. W. Wołoszyn i S. Wiraszka w 1985 roku.